# Iracema

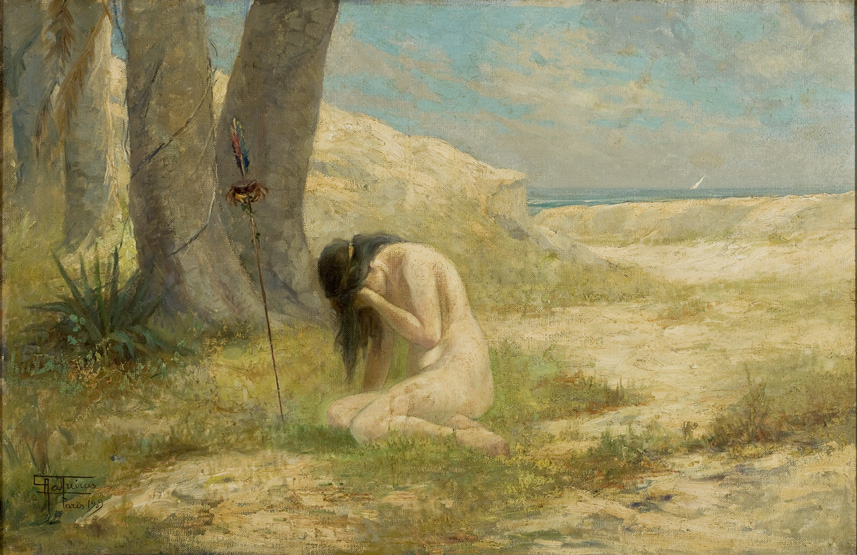
Iracema, Antônio Parreiras, 1909

Der 1865 von José de Alencar veröffentlichte Roman Iracema ist ein bedeutendes literarisches Werk des brasilianischen Indianismo, das auch heute noch sehr beliebt ist.
Das Wort „Iracema“ entstammt der Tupi-Sprache und bedeutet „Honiglippen“ (Yrai Honig, Tembé Unterlippe). Daneben ist „Iracema“ auch ein Anagramm von „America“.

## Bedeutung und Inhalt
Der Roman beansprucht, identitätsstiftend zu sein, da er von der Liebe der jungen Eingeborenen Iracema zu Martim, einem Nachfahren portugiesischer Kolonialherren, handelt. Der Sohn der beiden, Moacir, der aus dieser Verbindung natürlicher Unschuld und moderner Kultiviertheit hervorgeht, soll demzufolge der erste echte Brasilianer sein. Die handelnden Personen werden als sentimental und heroisch dargestellt.

## Einordnung
„Iracema“ ist das zweite Werk einer Trilogie, die sich mit den Eingeborenen Brasiliens befasst. Vorangegangen war der 1857 veröffentlichte Roman „O Guarani“ und im Jahre 1874 wurde sie mit der Veröffentlichung des Romans „Ubirajara“ komplettiert.